# 齿叶半蒴苣苔
齿叶半蒴苣苔（学名：Hemiboea fangii）为苦苣苔科半蒴苣苔属下的一个种。